# 泉悠介
泉 悠介（いずみ ゆうすけ、1982年1月13日 - ）は、千葉県出身の競馬実況アナウンサー。
日本大学法学部卒業後、ガラス販売・施工会社やイベント運営会社に就職。2008年、耳目社に入社。南関東4場・金沢競馬場の場内実況を担当。ハイトーンボイスが特徴で、現在は笠松競馬場でも実況を行っている。

## 競馬JpnI実況履歴
- 川崎記念（2023年）
- ジャパンダートダービー（2018年）
- JBCレディスクラシック（2016年〜2017年）
- JBCスプリント（2023年）
- 全日本2歳優駿（2021年）